# Tillandsia lymanii
Tillandsia lymanii là một loài thực vật có hoa trong họ Bromeliaceae. Loài này được Rauh miêu tả khoa học đầu tiên năm 1974.

## Hình ảnh

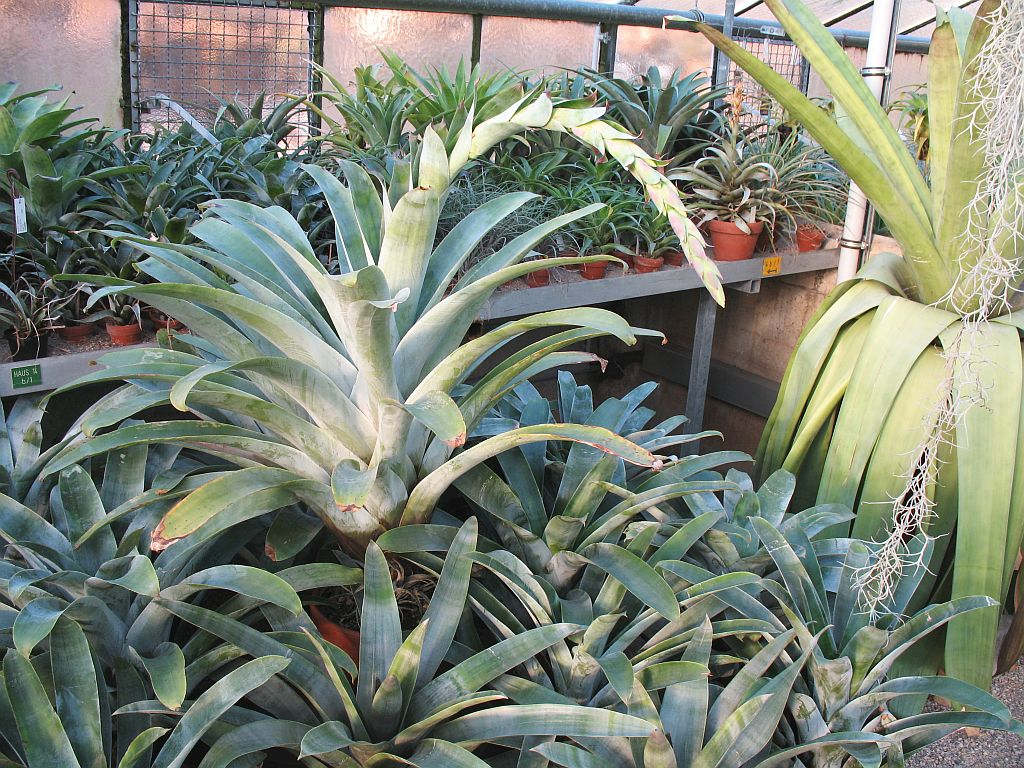
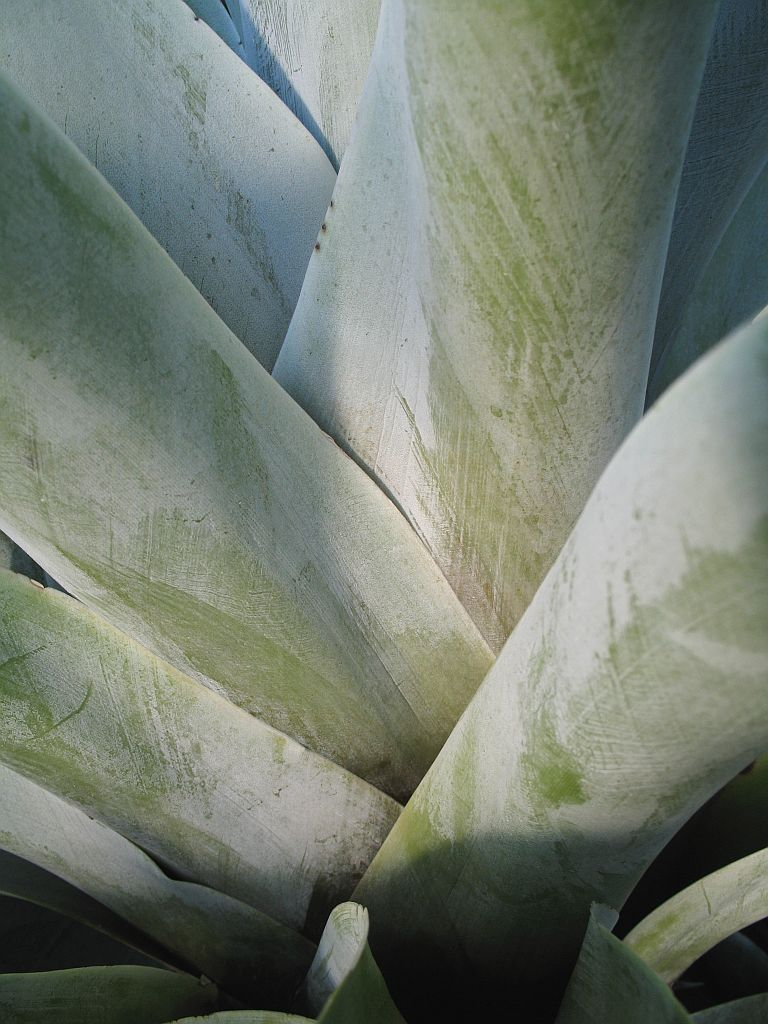
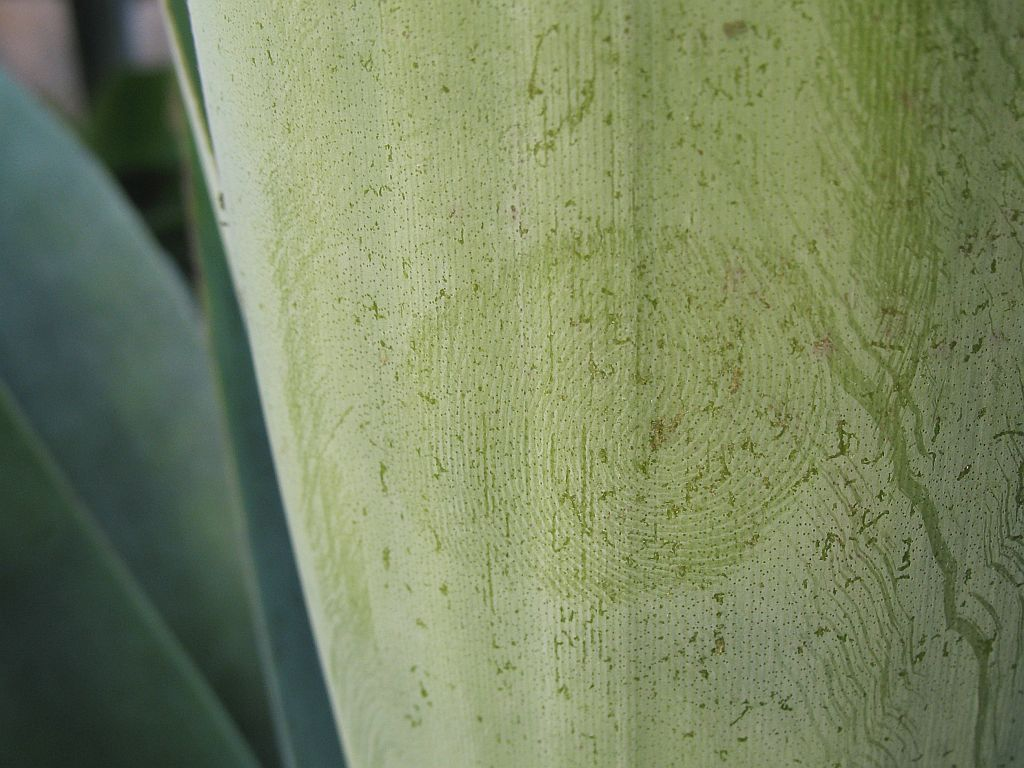